# Курио ползучий
Curio repens (лат.) — вид вечнозеленых суккулентных растений рода Курио (Curio) семейства Астровые (Asteraceae), естественно произрастающий на территории Капской провинции Южно-Африканской Республики.

## Название
По одной версии, название рода Curio означает «наклоненный» и относится к многим видам, приспособленным к наклонной или лежачей среде обитания. По другой версии, оно происходит от латинского слова curiosus, возможно, в связи с «любопытной» морфологией представителей рода.
Латинский (научный) видовой эпитет repens переводится с латыни как «ползучий».
В отсутствие русскоязычного названия растения в авторитетных источниках, вероятным вариантом названия на русском языке будет «Курио ползучий».

## Описание
Curio repens — раскидистый, ветвящийся кустарник, образующий рыхлые коврики. Ветви могут быть полегающими или свисающими, гладкими и безволосыми. Корни мочковатые. Ветви имеют цилиндрическую форму и сочные, достигающие длины до 20 см. Молодые ветви могут быть вялыми, суженными, опушенными, приобретая зеленый оттенок, который затем переходит в серый и бурый с периодическими сужениями; взрослые стебли имеют диаметр от 5 до 9 мм и покрыты рубцами от старых листьев.
Листья располагаются восходящим или разветвленным образом, изменчивы по форме и размеру, немного скучены на концах ветвей. Они дорсовентрально уплощены, ладьевидные, с выпуклой верхней поверхностью, где присутствует полупрозрачная центральная жилка. Листовая пластинка становится более округлой при набухании, размерами 20–35 × 9–12 мм. Поверхность приобретает голубовато-зеленый оттенок из-за порошкообразного налета, который в период засухи может принимать пурпурный оттенок. Обе поверхности обладают 8–19 просвечивающими жилками, а нижняя поверхность округлая; вершина листа может быть от тупой до острой.
Соцветие представлено в виде корзинки, прямостоячего, верхушечного типа, слегка разветвленного, высотой до 6,5–20 см, с несколькими треугольно-ланцетными прицветниками, достигающими длины до 5 мм. Общее количество цветков составляет 15–30, окрашенных в белый цвет; доли венчика загнуты назад.

## Распространение
Интродуцирован в Анголе, на Азорских островах и на Юге Новой Зеландии.
Растения произрастают в скалистых местообитаниях, часто на вертикальных скалах, на высоте от 10 до 1000 м. Они укореняются в расщелинах и на уступах скал, принимая форму поникающих. Иногда Curio repens можно встретить и на скалах, находящихся близ морского побережья.

## Экология
Curio repens произрастает на открытых светлых скалах, состоящих из кварцитового песчаника, а также на отвесных скалах. Пудровый налет и голубовато-серый оттенок служат солнцезащитным экраном, защищая растение от интенсивного солнечного излучения. Сочное строение позволяет растению выживать в периоды засухи, когда листья становятся тонкими и восстанавливаются лишь после дождя. Ориентация листьев к солнцу помогает минимизировать прямое воздействие солнечных лучей на листовую поверхность.
Скалы предоставляют идеальное убежище, защищая растения от крупных травоядных. Как и у многих суккулентов, ветви, отсекаемые и опускающиеся на уступы, могут самостоятельно укореняться при благоприятных условиях. Растение также изменяет форму и размер листьев в зависимости от условий обитания. В открытых зонах с ограниченным пространством для роста листья короткие и ладьевидные, а соцветия становятся более компактными. В тени или защищенных местах стебли и листья приобретают удлиненную форму. Прозрачные жилки на листьях способствуют проникновению света.
Опушенные семена распространяются ветром и, при благоприятных условиях, успешно прорастают в подходящих трещинах.

## Таксономия
Растение впервые было названо Cacalia repens Карлом Линнеем в 1767 году, перенесено в род Kleinia Хэуортом в 1812 году, затем в Senecio Якобсеном в 1951 году. Впоследствии оно было включено в новый род Curio, созданный Полом Хитом в журнале Calyx в 1997 году. Род Curio был создан Хитом для группы суккулентов, ранее отнесенных к роду Senecio, которые выделялись вечнозеленым характером, удлиненными, полосатыми, сочными листьями и дисковидными цветочными головками без лучевых цветков. По мнению Роули (1994), это растение было ввезено в Европу в 1710 году.
Curio repens (L.) P.V.Heath, первое упоминание в Calyx 5: 136 (1997).

### Синонимы
Гомотипные (основанные на одном и том же номенклатурном типе):
- Cacalia repens L. (1767)
- Senecio repens (L.) H.Jacobsen (1951), nom. illeg.

Гетеротипные (основанные на разных номенклатурных типах):
- Cacalia glauca Salisb. (1796)
- Kleinia repens Haw. (1812)
- Notonia glauca S.Moore (1925)
- Senecio serpens G.D.Rowley (1955)
- Senecio succulentus Sch.Bip. (1845)

## Применение
Помимо применения в садоводстве, других областей использования не зафиксировано.